# Camp gaulois de la pointe de Kervédan

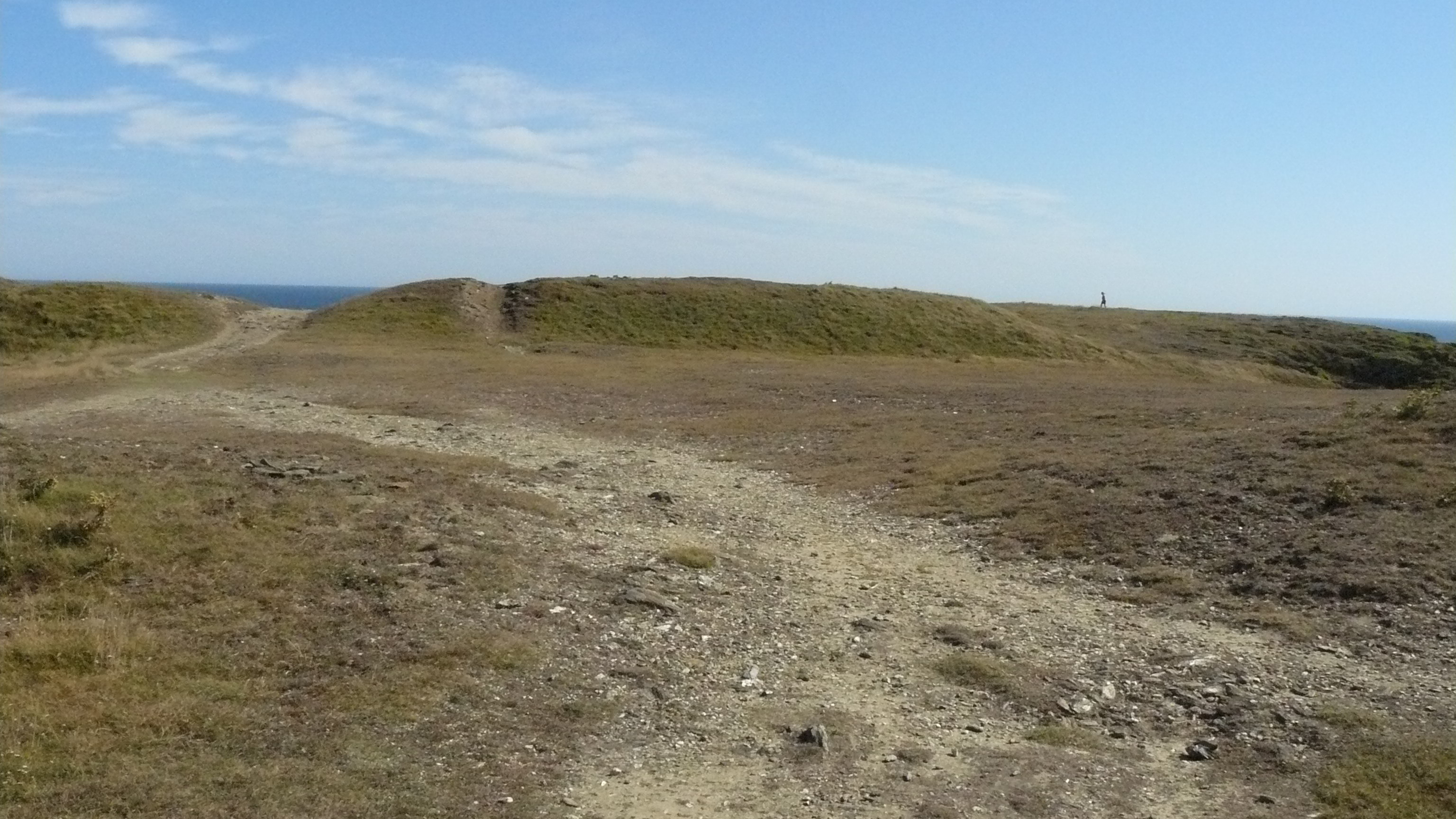
Camp gaulois de la pointe de Kervédan

Das Camp gaulois de la pointe de Kervédan („Gallisches Lager an der Landspitze von Kervédan“; auch Camp des Gaulois genannt) ist ein Promontory Fort (französisch Èperon barré) auf der Insel Groix im Département Morbihan in der Bretagne in Frankreich.
Es nimmt etwa 500 m südwestlich des Weilers Kervédan die Spitze der Burg Kervédan im Westen der Insel ein. Das Camp gaulois liegt auf einem Kap, das von zwei oder drei Abschnittswällen, getrennt durch Gräben, gesichert ist. Es stammt aus der Eisenzeit, wahrscheinlich aus dem 1. Jahrhundert v. Chr. Hervé Duval listet auf der Insel fünf weitere und im Morbihan weitere 18 Anlagen dieser Art auf, darunter das Camp du Lizo.
1939 fand eine Ausgrabung durch Leslie Murray Threipland statt. Die archäologische Stätte ist seit 1951 als Monument historique eingestuft.